# Mike Spencer
Mike Spencer é um produtor musical inglês.
Spencer é conhecido principalmente por seu trabalho de produção divergente, com sucessos comerciais de artistas do pop que variam de Newton Faulkner à Emeli Sandé. Suas produções têm alcançado inúmeras vendas de platina, ganhado os prêmios MOBO Awards e Brit Awards, além de indicações ao Mercury Prize Awards.

## Discografia[1][2]

### Singles
- 2014: "Let It Be" - Labrinth
- 2014: "Glorious" - Foxes
- 2014: "Holding Onto Heaven" - Foxes
- 2013: "Free" - Rudimental participação Emeli Sandé
- 2013: "Let Go for Tonight" - Foxes
- 2013: "Love Me Again" - John Newman
- 2013: "Please Don't Say You Love Me" - Gabrielle Aplin
- 2012: "Figure 8" - Ellie Goulding
- 2012:  "The Power of Love"- Gabrielle Aplin
- 2012: "Not Giving In" - Rudimental
- 2012: "Clouds" - Newton Faulkner
- 2012: "Feel the Love" - Rudimental
- 2012: "Express Yourself" - Labrinth
- 2011: "Heaven" - Emeli Sandé
- 2011: "Down With the Trumpets" - Rizzle Kicks
- 2011: "Me Without You" - Loick Essien
- 2011: "Too Close" - Alex Clare
- 2010: "Once" - Diana Vickers
- 2009: "If This Is It (song)"– Newton Faulkner
- 2008: "Boyfriend" - Alphabeat
- 2007: "Runaway"' – Jamiroquai
- 2007: "Teardrop" – Newton Faulkner
- 2007: "Dream Catch Me" – Newton Faulkner
- 2007: "What Am I Fighting For?" – Unklejam
- 2005: "Feels Just Like It Should" – Jamiroquai
- 2005: "Seven Days in Sunny June" – Jamiroquai
- 2005: "(Don't) Give Hate a Chance" – Jamiroquai
- 2002: "Shoulda Woulda Coulda" - Beverley Knight
- 2000: "Spinning Around" – Kylie Minogue
- 1999: "Greatest Day" - Beverley Knight

### Álbuns (contribuiu para)
- 2014: Glorious - Foxes
- 2013: Tribute -  John Newman
- 2013: English Rain - Gabrielle Aplin
- 2013: Home - Rudimental
- 2012: Halcyon - Ellie Goulding
- 2012: Electronic Earth - Labrinth
- 2012: Our Version of Events - Emeli Sandé (Heaven)
- 2011: Stereo Typical - Rizzle Kicks
- 2011: The Lateness of the Hour - Alex Clare
- 2010: Songs From The Tainted Cherry Tree - Diana Vickers (Once)
- 2009: Rebuilt by Humans – Newton Faulkner
- 2008: Let It Go - Will Young
- 2008: This Is Alphabeat - Alphabeat
- 2007: Hand Built By Robots – Newton Faulkner
- 2007: Unklejam – Unklejam
- 2007: High Times: Singles 1992-2006 – Jamiroquai
- 2007: Oi Va Voi – Oi Va Voi
- 2005: Dynamite – Jamiroquai
- 2002: Who I Am – Beverley Knight[3]
- 2001: Signs – Badmarsh and Shri
- 2000: Light Years – Kylie Minogue (Spinning Around)